# Blue in Green
Blue in Green ist eine Jazzkomposition von Miles Davis aus dem Jahr 1959. Sie wurde zuerst auf dem Album Kind of Blue veröffentlicht und hat sich zum Jazzstandard entwickelt. Marian McPartland berichtet im Interview, dass Bill Evans ihr gegenüber erwähnt habe, das Stück sei von ihm, worauf auch die Akkorde hindeuten würden.

## Die Komposition
Blue in Green ist eine Ballade. Die Melodie von Blue in Green ist sehr modal, unter Einbeziehung dorischer, mixolydischer und lydischer Modi. Die zehntaktige Melodie mit viertaktigem Intro „hat eine zirkulär wiederkehrende Form und wird von den Solisten in irritierend offener zeitlicher Akzentuierung gespielt.“ Auf diese Weise hat der Zuhörer den „Eindruck einer permanenten Veränderung des Themas bei gleich bleibendem Fluss des rhythmischen Pulses, obwohl eigentlich nur innerhalb der metrischen Vorgaben variiert wurde.“
Es wurde spekuliert, dass der Pianist Bill Evans das Stück Blue in Green schrieb, obwohl auf dem Album Kind of Blue, beim veröffentlichenden Verlag Musical Frontiers und in den meisten Jazz-Fakebooks nur Davis als Komponist genannt wird. In seiner Autobiographie behauptet Davis, dass er allein die Stücke auf Kind of Blue komponiert habe. Evans bestätigte das in den Liner Notes zu Kind of Blue: „Miles dachte sich die Vorgaben erst wenige Stunden vor der Studiosession aus. Er kam mit ein paar Skizzen unter dem Arm, die der Band vorgaben, was sie zu spielen hätte.“
Auf dem Album Portrait in Jazz, das Bill Evans im Jahr 1959 einspielte, wird die Melodie Davis und Evans zugeschrieben. Earl Zindars behauptete in einem Interview mit Win Hinkle, dass Blue in Green allein von Bill Evans geschrieben worden sei. In einem Radio-Interview im Jahr 1978 mit Marian Mc Partland behauptete Evans, er habe den Song geschrieben.
Noch vor den Kind-of-Blue-Aufnahmen spielte Evans im Dezember 1958 oder Januar 1959 für Chet Bakers Album Chet eine Einleitung zum Jazzstandard Alone Together ein, die mit seinem Spiel von Blue in Green auf Kind of Blue verglichen wird.

## Weitere Aufnahmen
Blue in Green wurde rasch „zum Geheimtyp versonnener Romantiker, denen die refrainlose Form Möglichkeiten zu ausgedehnten improvisatorischen Exkursen gab“. Noch im gleichen Jahr nahm Bill Evans den Song mit seinem Trio auf dem Album Portrait in Jazz auf. Aufnahmen durch John McLaughlin, Gary Burton, Charlie Haden und J. J. Johnson halfen, dass sich das Stück als Ballade etablierte. Auch Sänger wie Al Jarreau und Cassandra Wilson (1985), die einen eigenen Text entwickelte, haben das Stück interpretiert. Der Jazz-Fusion-Gitarrist Lee Ritenour nahm das Stück für sein Album des Jahres 2005, Overtime, auf.

## Rezeption
Thomas Ward schrieb bei allmusic: „‚Blue in Green‘ ist wohl das schönste Stück Musik auf Kind of Blue. Das Spiel des Ensembles erreicht eine neue Dimension der Subtilität und Transzendenz, und das Stück profitiert von der Einleitung des Pianisten Bill Evans, einer der größten Mitwirkenden bei Miles Davis.“ (Autor:Thomas Ward: Quelle: Review des Lieds von Thomas Ward)